# Xã Aurora, Quận Steele, Minnesota
Xã Aurora (tiếng Anh: Aurora Township) là một xã thuộc quận Steele, tiểu bang Minnesota, Hoa Kỳ. Năm 2010, dân số của xã này là 574 người.